# Windpark Eckolstädt
Der Windpark Eckolstädt befindet sich in Eckolstädt, einem Ortsteil von Bad Sulza in Thüringen. Zum Zeitpunkt seiner Errichtung im Jahr 1996 war er der erste Windpark im Landkreis Weimarer Land. Heute besteht er (Stand 2025) aus 42 Windkraftanlagen.

## Technik
- 8× Enercon E-40 5.40 Baujahr 1997
- 1× AN Bonus 1300/62 Baujahr 2003
- 2× Enercon E-66 18.70 Baujahr 2003
- 1× Enercon E-53 Baujahr 2012
- 7× Enercon E-82 E2 Baujahr 2013
- 13× Vestas V90-2.0MW Baujahr 2014
- 10× Vestas V112-3.45MW Baujahr 2018

2013 sowie 2014 wurden zwei weitere Enercon E-40 5.40 demontiert.
Es ist geplant noch weitere Windkraftanlagen zu errichten.

### Repowering 2018
Das erste Repowering im Windpark ging schon 2018 los, in dem elf der zwölf AN Bonus 1300/62 Anlagen durch 10 Vestas V112-3.45MW ersetzt wurden.

## Windpark Wormstedt
Rund 2 Kilometer westlich vom Windpark Eckolstädt, befindet sich der Windpark Wormstedt. Er befindet sich auf einem ehemaligen Militärstützpunkt
- 2× NedWind NW44 (Baujahr 1996), mit einem Zweiblattrotor

1× WindWorld W4100 (Baujahr 1996)
2013 wurde noch je 1× NedWind NW44 und Lagerwey LW27/250 demontiert.